# Грушевский (посёлок)
Грушевский — посёлок в Волоконовском районе Белгородской области России. Входит в состав Грушевского сельского поселения.

## История
В 1968 г. указом президиума ВС РСФСР поселок Грушевской МТС переименован в Грушевский.

## Население
| 2002 | 2010 |
| ---- | ---- |
| 9    | ↘0   |